# Alma, Arkansas
Alma là một thành phố thuộc quận Crawford, tiểu bang Arkansas, Hoa Kỳ. Năm 2010, dân số của thành phố này là 5419 người.

## Dân số
- Dân số năm 2000: 4160 người.
- Dân số năm 2010: 5419 người.